# John Momis
John Momis, né le 3 mars 1942 à Salamaua (territoire de Nouvelle-Guinée), est un homme d'État et diplomate papou-néo-guinéen, président de la région autonome de Bougainville de 2010 à 2020.
Il est considéré comme « l'un des pères fondateurs de la Papouasie-Nouvelle-Guinée ».

## Biographie

### Études et débuts en politique
Fils d'un chef héréditaire (munira) local, et né dans la colonie australienne de Nouvelle-Guinée, il effectue sa scolarité secondaire à l'école catholique de St. Brendan's à Yeppoon, en Australie. Il intègre le séminaire à Madang en 1963, et est ordonné prêtre catholique en 1970. Il entre en politique au moment où la colonie se voit attribuer une autonomie partielle par l'Australie. Il est élu député à la toute première assemblée législative de Papouasie-Nouvelle-Guinée en 1972, et y représente Bougainville (alors appelée Salomon-nord). Il préside, de 1972 à 1975, le comité qui rédige la constitution du futur État papou-néo-guinéen. Il démissionne toutefois peu avant l'indépendance de la Papouasie-Nouvelle-Guinée en 1975, et fonde un mouvement sécessionniste à Bougainville : il proteste contre les dégradations environnementales provoquées par l'exploitation de la mine de cuivre à Panguna, ainsi que contre le peu de retombées économiques de cette exploitation pour la population locale. C'est la proclamation de l'éphémère « république des Salomon-nord » (septembre 1975-août 1976), État non-reconnu dont John Momis préside le conseil gouvernemental.
Bougainville ayant obtenu l'assurance d'une certaine autonomie, elle accepte son intégration dans la Papouasie-Nouvelle-Guinée. John Momis est élu député pour les Salomon-nord au Parlement national de Papouasie-Nouvelle-Guinée lors des élections législatives de 1977. Il co-fonde le Parti de l'alliance mélanésienne avec John Kaputin, et rejoint le gouvernement de coalition du premier ministre Michael Somare. Il est nommé ministre de la Décentralisation. À ce titre, il met en place le modèle de décentralisation du pays fondé sur sas structuration en provinces. En mars 1980, il vote en faveur de la motion de censure qui destitue Somare et permet à Julius Chan de devenir premier ministre ; John Momis conserve le ministère de la Décentralisation dans ce nouveau gouvernement, jusqu'en 1982,.
Il est brièvement vice-premier ministre et ministre du Service public sous Michael Somare en 1985, puis vice-chef de l'opposition parlementaire de 1985 à 1988, et ministre des Affaires provinciales de 1988 à 1992 sous Rabbie Namaliu. En 1993, il est autorisé à démissionner de sa fonction de prêtre, et se marie. Il siège comme député sans discontinuer de 1977 à 2005, étant réélu en 1982, 1987, 1992, 1997 et 2002.

### Guerre civile
La guerre civile de Bougainville éclate en 1989. L'Armée révolutionnaire de Bougainville proclame l'indépendance de la province ; John Momis, cette fois, n'y est pas associé. La Papouasie-Nouvelle-Guinée y répond par la force des armes, et en imposant un blocus de l'île. En 1997, l'élection de Bill Skate à la tête de la Papouasie-Nouvelle-Guinée permet la tenue de discussions, avec la médiation de la Nouvelle-Zélande. L'Armée révolutionnaire accepte de se désarmer progressivement, et la Papouasie-Nouvelle-Guinée de retirer progressivement ses soldats de la province, tandis qu'est déployée une force de maintien de la paix australienne, néo-zélandaise et fidjienne. Un gouvernement provincial est établi, et John Momis en est nommé gouverneur en 1999 (tout en demeurant conjointement député au Parlement national). Un accord de paix est signé en 2001, aboutissant à la tenue d'élections en 2005 pour l'établissement d'une Chambre des représentants et d'une présidence de la nouvelle Région autonome de Bougainville. John Momis démissionne du Parlement national pour briguer la présidence de Bougainville, mais est battu par Joseph Kabui, ancien commandant de l'Armée révolutionnaire.

### Président de Bougainville
John Momis se met alors en retrait de la politique, et est nommé ambassadeur de Papouasie-Nouvelle-Guinée en république populaire de Chine, fonction qu'il exerce de 2006 à 2010. En 2010, il revient en Papouasie-Nouvelle-Guinée et se porte à nouveau candidat à l'élection présidentielle à Bougainville, en mai. Cette fois, il est élu, et entre en fonction le 10 juin. Il est réélu en mai 2015 pour un nouveau mandat de cinq ans. Autonomiste plutôt qu'indépendantiste, il a néanmoins pour tâche d'organiser le référendum d'indépendance de Bougainville, qui se déroule de novembre à décembre 2019, en application de l'accord de paix de 2001. Il est par ailleurs favorable à la réouverture de la vaste mine de cuivre très controversée à Panguna, fermée depuis l'éruption du conflit en 1989 ; il la considère comme essentielle à l'avenir économique du pays,.
En décembre 2019, John Momis se félicite du choix d'indépendance exprimé par la population de l'archipel lors du référendum : « Maintenant, nous nous sentons libérés, au moins psychologiquement ». L'indépendance de Bougainville n'adviendra toutefois qu'à une date encore indéterminée, à l'issue de négociations avec le gouvernement national de Papouasie-Nouvelle-Guinée.
Au cours des mois précédant l'élection présidentielle bougainvillaise de 2020, Momis tente de faire amender la constitution afin de supprimer la limitation à deux du nombre de mandats présidentiels afin de pouvoir se représenter, mettant en avant l'importance d'une continuité des interlocuteurs du gouvernement central après le référendum. Le projet est cependant rejeté par les membres de la Chambre des représentants, dont la majorité des deux tiers est nécessaire pour tout amendement de la constitution. Le président sortant tente par la suite un recours auprès de la Cour suprême de Papouasie-Nouvelle-Guinée, arguant que cette limitation est une atteinte à ses droits civiques. Il déclare néanmoins être tout à fait prêt à prendre sa retraite en cas de rejet de sa demande, ce que fait la cour le 30 mai en validant la décision du Parlement de Bougainville, mettant définitivement fin à la tentative de candidature de John Momis. Le président sortant prononce son dernier discours devant le parlement le 11 juin, faisant le bilan de son action pour l'indépendance depuis les années '70 avant d'attribuer le succès du processus de paix à l'unité des Bougainvillois et d'encourager le gouvernement régional et celui national à continuer à travailler ensemble.